# Szczur dekański
Szczur dekański (Rattus satarae) – endemiczny gatunek ssaka z podrodziny myszy (Murinae) w obrębie rodziny myszowatych (Muridae), występujący w Indiach.

## Zasięg występowania
Szczur dekański zamieszkuje trzy fragmenty pierwotnego lasu na wschodnich stokach Ghatów Zachodnich w południowo-zachodnich Indiach, w stanach Karnataka, Maharasztra i Tamilnadu. 

## Taksonomia
Gatunek po raz pierwszy zgodnie z zasadami nazewnictwa binominalnego opisał w 1918 roku brytyjski teriolog Martin Alister Campbell Hinton nadając mu nazwę Rattus rattus satarae. Holotyp pochodził z Ghatmathy, na skraju Ghatów Zachodnich, na wysokości około 2000 ft (610 m), w dystrykcie Satara, w Maharasztrze, w Indiach. 
Rattus satarae jest taksonem siostrzanym grupy gatunkowej norvegicus i jest uważany za odrębną linię rodową, która nie jest blisko spokrewniona z innymi gatunkami Rattus. Autorzy Illustrated Checklist of the Mammals of the World uznają ten takson za gatunek monotypowy.

### Etymologia
- Rattus: łac. rattus „szczur”[7].
- satarae: dystrykt Satara, Maharasztra, Indie[8].

## Morfologia
Długość ciała (bez ogona) 157–190 mm, długość ogona 153–235 mm, długość ucha 21–26,5 mm, długość tylnej stopy 27,5–34,5 mm; brak szczegółowych danych dotyczących masy ciała. 

## Ekologia
Występuje w tropikalnych lasach deszczowych, które zostały znacznie przerzedzone i podzielone na małe enklawy leśne w związku z rozwojem populacji Indii. Spotykany na wysokości od 700 do 2150 m n.p.m..
Są to gryzonie dosyć mało ruchliwe, chętniej poruszają się biegiem niż skokami, w odróżnieniu od szczurów śniadych. Żyją na drzewach, tylko sporadycznie schodząc na ziemię.

## Populacja
Szczur dekański jest uznawany za gatunek narażony na wyginięcie, ze względu na zagrożenie dla jego środowiska. Szczury te występują w lasach, których obszar jest obecnie mniejszy niż 2000 km². W dziewiczych fragmentach lasu są najczęściej chwytanymi szczurami, ale ich populacja maleje. Są bardzo wrażliwe na zmiany środowiska, nie występują w lasach przerzedzonych przez ludzką działalność ani na plantacjach, gdzie zastępuje je szczur śniady (Rattus rattus wroughtoni).